# Opacifrons pavicula
Opacifrons pavicula är en tvåvingeart som beskrevs av Marshall och Langstaff 1998. Opacifrons pavicula ingår i släktet Opacifrons och familjen hoppflugor. Inga underarter finns listade i Catalogue of Life.